# 陳弼臣
陳弼臣（1908年11月10日—1988年1月3日），是泰國華人，生於泰國曼谷吞武里郊區，籍貫潮汕潮陽。陳弼臣家族成員，創辦盤谷銀行。

## 生平
陳弼臣父親陳子貴二十世紀初從中國潮汕來到泰國謀生，在曼谷一家工廠工作。五歲時，陳弼臣被父親送回家鄉潮陽求學，同母親一起生活。17歲時父親失業因交不起學費，他僅讀了一年中學便輟學了，告別了母親重返泰國。1944年12月創辦了盤谷銀行。1962年回中華民國僑資興學，捐助籌設華僑工商管理學院，後因中華民國政府政策改為光商業專科學校（現僑光科技大學）。

## 家庭
陳弼臣與首任妻子劉桂英育有兩子陳有慶、陳有漢，與第二任妻子姚文莉（Boonsri）育有陳永德（Charn），陳永建（Chote），陳鳳翎（Chodchoi）等。
次子陳有漢於1980-1992年擔任盤谷銀行總裁，其兒子陳智深於1994年擔任盤谷銀行總裁。
長子陳有慶戰後進軍香港，開始在香港投資金融及保險等業務，曾任第七、八、九、十屆全國人大代表。其兒子陳智思曾擔任香港行政會議成員、香港立法會議員。
媳婦龍宛虹（兒子陳永建的妻子）2008年起擔任泰國科技部長。

## 外部連結
- 陳弼臣[永久]
- 泰國華人首富 陳弼臣的傳奇故事 （页面存档备份，存于）
- 泰國第一富翁陳弼臣的故事{{dead link|date=2018年5月 |bot=
- 泰國第一富翁 （页面存档备份，存于） （页面存档备份，存于） （页面存档备份，存于） （页面存档备份，存于） （页面存档备份，存于）
- 陳弼臣與盤谷銀行
- （页面存档备份，存于） （页面存档备份，存于） （页面存档备份，存于） （页面存档备份，存于） （页面存档备份，存于）